# Hütteldorf

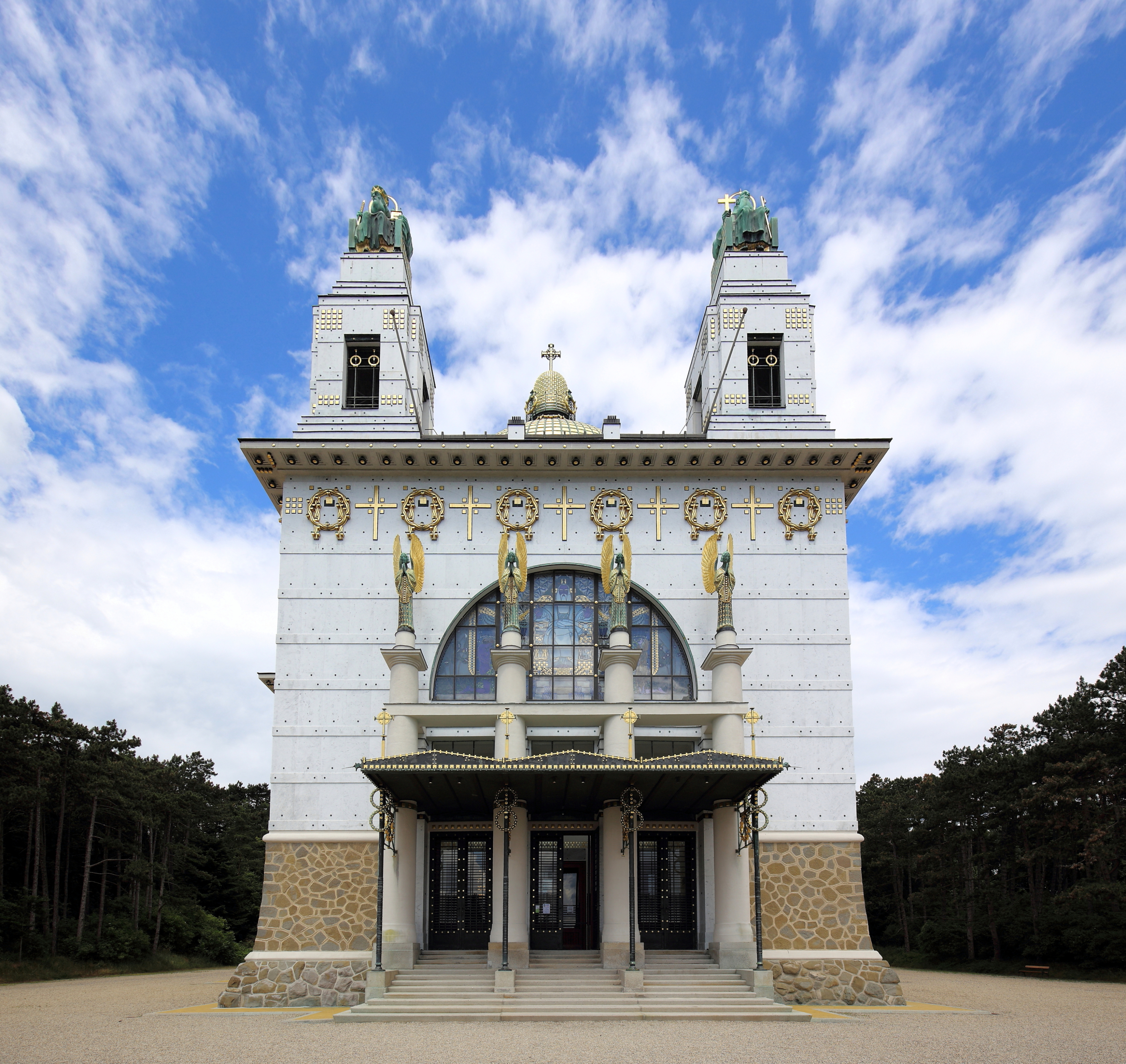
Kirche am Steinhof

Hütteldorf je částí 14. vídeňského městského okresu Penzing. Samostatnou obcí byl do roku 1891, poté byl přičleněn k Vídni. Leží na západním okraji zastavěného území Vídně a část jeho území tvoří Vídeňský les s vrchem Satzberg (435 m n. m.).
Důležitý byl pro obec příchod železnice: rakouská Westbahn směrem na Linec tudy vede od roku 1856. Roku 1891 bylo nádraží přestavěno a adaptováno pro provoz Vídeňské městské dráhy (z níž se později stala trasa U4 vídeňského metra, která zde končí). Stanici Wien Hütteldorf obsluhuje také vídeňský S-Bahn.
Na území Hütteldorfu se nachází řada staveb, které navrhl architekt Otto Wagner, pocházející ze sousedního Penzingu. Patří mezi ně budova železniční stanice, nemocnice Otto-Wagner-Spital s kostelem známým jako Kirche am Steinhof, nebo vila, ve které od 70. let 20. století bydlel malíř Ernst Fuchs.
Nachází se zde také stadion Allianz Stadion, který je domovským stadionem SK Rapid Vídeň.